# Dolomena
Dolomena is een geslacht van weekdieren uit de klasse van de Gastropoda (slakken).

## Soorten
- Dolomena columba (Lamarck, 1822)
- Dolomena dilatata (Swainson, 1821)
- Dolomena hickeyi (Willan, 2000)
- Dolomena minima (Linnaeus, 1771)
- Dolomena plicata (Röding, 1798)
- Dolomena pulchella (Reeve, 1851)
- Dolomena swainsoni (Reeve, 1850)
- Dolomena variabilis (Swainson, 1820)